# Torre del Llatzeret
La Torre del Llatzeret (en italià: Torre del Lazzaretto), o Torre del Cap Galera, és una torre de guaita situada prop de la platja Lazzaretto, al Cap Galera, entre Fertília i Punta del Lliri, al municipi de l'Alguer, Sardenya.
Construïda l'any 1572 en pedra calcària, estructuralment igual que la Torre de Pollina, fa 8 metres d'alçada, i 19 metres de diàmetre. Es troba en bon estat gràcies a diferents intervencions de manteniment. Tot i estar sota la protecció del Patrimoni Ambiental, actualment és una residència privada.